# Juan de Santibáñez
Juan de Santibáñez, S. I. (Granada, 1582-29 de diciembre de 1650) fue un historiador y arquitecto jesuita español.

## Biografía
Alumno del colegio jesuita en Granada, era paje del marqués de Estepa, e ingresó en la Compañía en Montilla (julio de 1598). Tras acabar el noviciado aprendió humanidades en el colegio de su localidad natal (1600-1601), y además artes en Sevilla (1601) y teología en Córdoba (1608). Sus superiores le estimaron adecuado para predicar, y eso hizo entre 1609 y 1610, pasando por diversos colegios de la provincia de Andalucía (Trigueros, Baeza, Marchena, Carmona, Sevilla, Granada y Córdoba). Desde 1618 estuvo tres años como superior de la residencia de Jaén; desde 1624 fue rector del colegio de Baeza, y entre 1625 y 1626 del de Guadix. Sin embargo, el prepósito general Mutio o Mucio Vitelleschi apreció que no valía demasiado para las cosas de gobierno y ordenó relevarlo.
Hizo las trazas del colegio de Écija (septiembre de 1627), corrigiendo otras del también jesuita y arquitecto Pedro Sánchez. Pero seguía encontrando oposición también en estas labores: no gustó lo que construyó en la iglesia del colegio de Guadix y Vitelleschi ordenó derribarlo y Santibáñez fue reprendido por haber decidido sin consultar ni pedir licencia.
Desde 1629 o 1630 fue confesor y director espiritual del general de la Armada del Océano, Fadrique de Toledo y Osorio, encargada de acabar con la piratería francesa e inglesa en las Antillas, pero además predicó a marineros y soldados.
En Granada aparecía en los catálogos en 1635 como “historicus provinciae” y por sus manos pasaron diferentes fuentes históricas sobre jesuitas andaluces: la de Martín de Roa, por ejemplo. Santibáñez investigó además la historia de los jesuitas en Andalucía en los archivos y bibliotecas de los distintos colegios, y solicitó información oral entre los jesuitas ancianos. Para asegurar la conservación de su obra hizo tres copias de la misma. Para su labor tuvo que viajar a varios colegios (Montilla, Sevilla y Granada), y en esta su ciudad natal falleció.
La Historia de la provincia Bética que dejó manuscrita abarcaba de 1554 a 1610, pero también escribió cuatrocientos elogios de varones ilustres divididos en cuatro centurias; sin embargo, sus aportaciones se han puesto en duda. Antonio Astrain, principal figura de la historiografía jesuítica de la primera mitad del siglo XX, era muy crítico con él. Con todo, Francisco de Borja Medina matizaba que su trabajo era indispensable para conocer el primer siglo de los jesuitas en Andalucía.

## Obras
- Relación de Diego de Molina y Juan de Santibáñez sobre el viaje de vuelta de la Armada de D. Fadrique de Toledo, Sanlúcar de Barrameda, 1630
- Historia de la Provincia de Andalucía de la Compañía de Jesús, s. l., 1635
- Varones ilustres de la Provincia de Andalucía de la Compañía de IHS. Que han florecido desde el año de 1552 hasta el de 1650 por el P. Santibáñez (ms. en Archivo Histórico Jesuita de Alcalá de Henares).